# Sin vaselina
Sin vaselina es el segundo disco de estudio de la banda mexicana de Ska Genitallica, en este disco no sólo experimentaron musicalmente con las fusiones características de su primera producción -Metal, Ska, Funk y Reggae-, sino que decidieron aventurarse en ritmos más globales como Nu Metal, Hip-Hop, Death Metal y Rap.
Este disco cuenta con peculiares canciones como "No Tengo Amigos", "Préndelo", "Trasero", y su famosa canción "Borracho" que fusiona el mariachi con el rock formando un inigualable estilo y la canción "Funeral Reggae" que aparece como parte de la banda sonora de la película mexicana Amar te duele.

## Alineación del disco
- Beno - Benito Alberto Martínez de la Garza.
- Antulio - Antulio Enrique Espinosa González.
- Andrés - Andrés Alejandro Saenz Cantú.
- Gil - Gildardo González Montemayor.
- Gallo - Gerardo Antonio Olivares Saro.

## Lista de canciones
| N.º | Título                 | Duración |  |
| 1.  | «Préndelo»             | 2:43     |  |
| 2.  | «Sin Semía»            | 0:26     |  |
| 3.  | «Borracho»             | 3:04     |  |
| 4.  | «Otra Vez»             | 4:01     |  |
| 5.  | «18 Pack»              | 0:51     |  |
| 6.  | «Después»              | 2:57     |  |
| 7.  | «El Tiempo»            | 0:28     |  |
| 8.  | «Funeral Reggae»       | 3:58     |  |
| 9.  | «Trasero»              | 2:58     |  |
| 10. | «Preséntamela»         | 2:51     |  |
| 11. | «No Tengo Amigos»      | 3:13     |  |
| 12. | «Hasta Morir»          | 1:45     |  |
| 13. | «El Perro De Mi Primo» | 4:03     |  |
| 14. | «No Digo Nada»         | 2:56     |  |
| 15. | «Vale Verga»           | 4:30     |  |
| 16. | «Sadomasoquista»       | 3:11     |  |
| 17. | «Piensa Diferente»     | 0:35     |  |
| 18. | «Hacerlo Bien»         | 2:52     |  |

## Sencillos
- "No Tengo Amigos"
- "Préndelo"
- "Trasero"
- "Borracho"